# Kaumberg
Kaumberg osztrák mezőváros Alsó-Ausztria Lilienfeldi járásában. 2019 januárjában 1044 lakosa volt.

## Elhelyezkedése

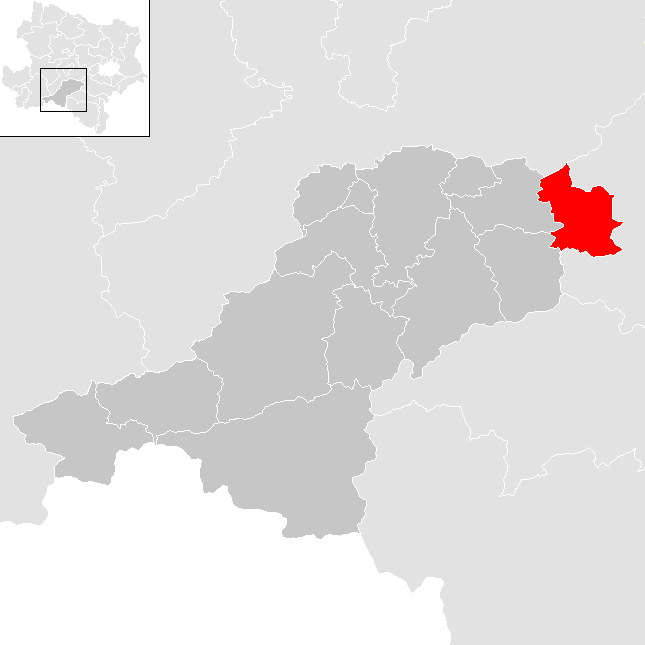
Kaumberg a Lilienfeldi járásban

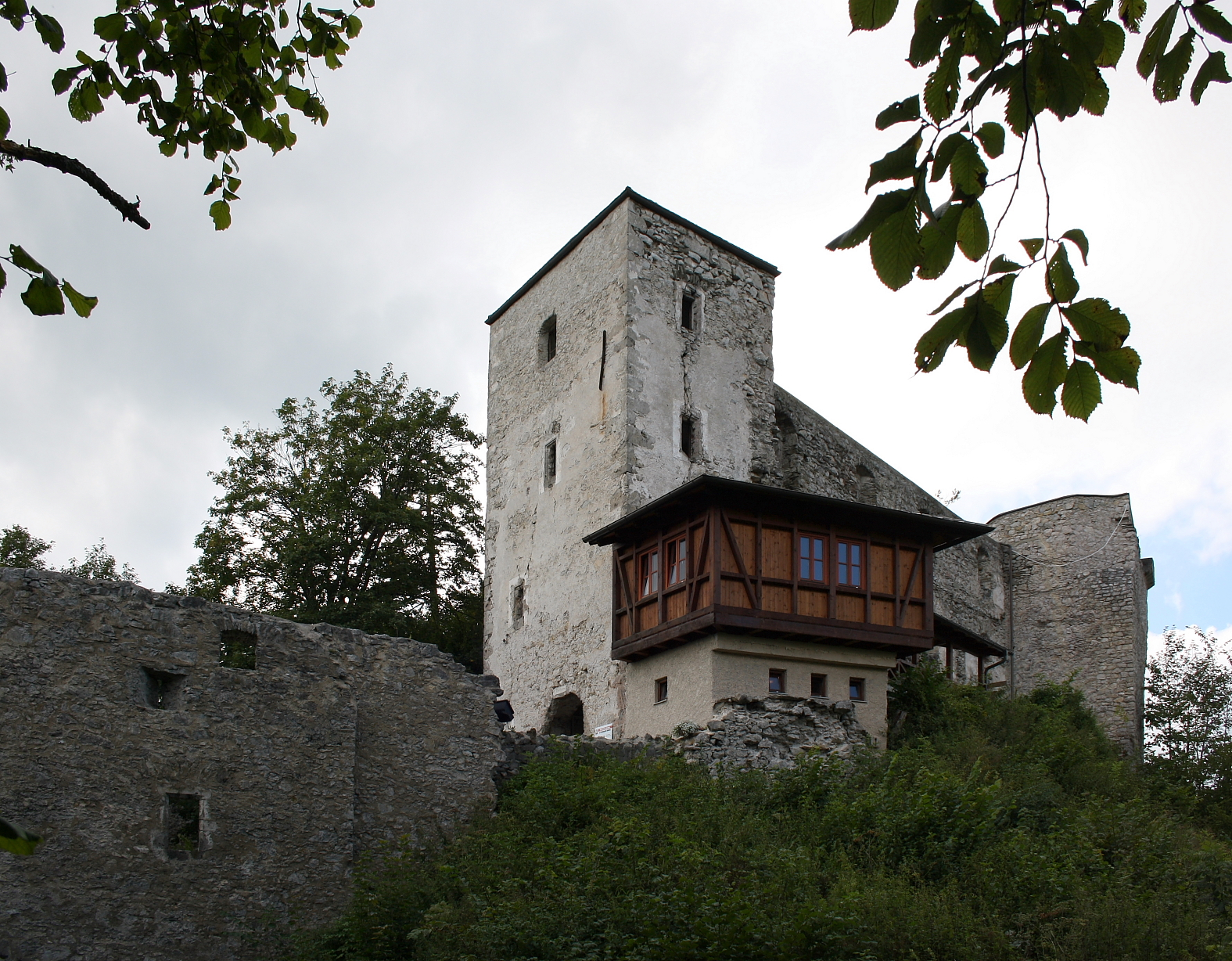
Araburg várának romjai

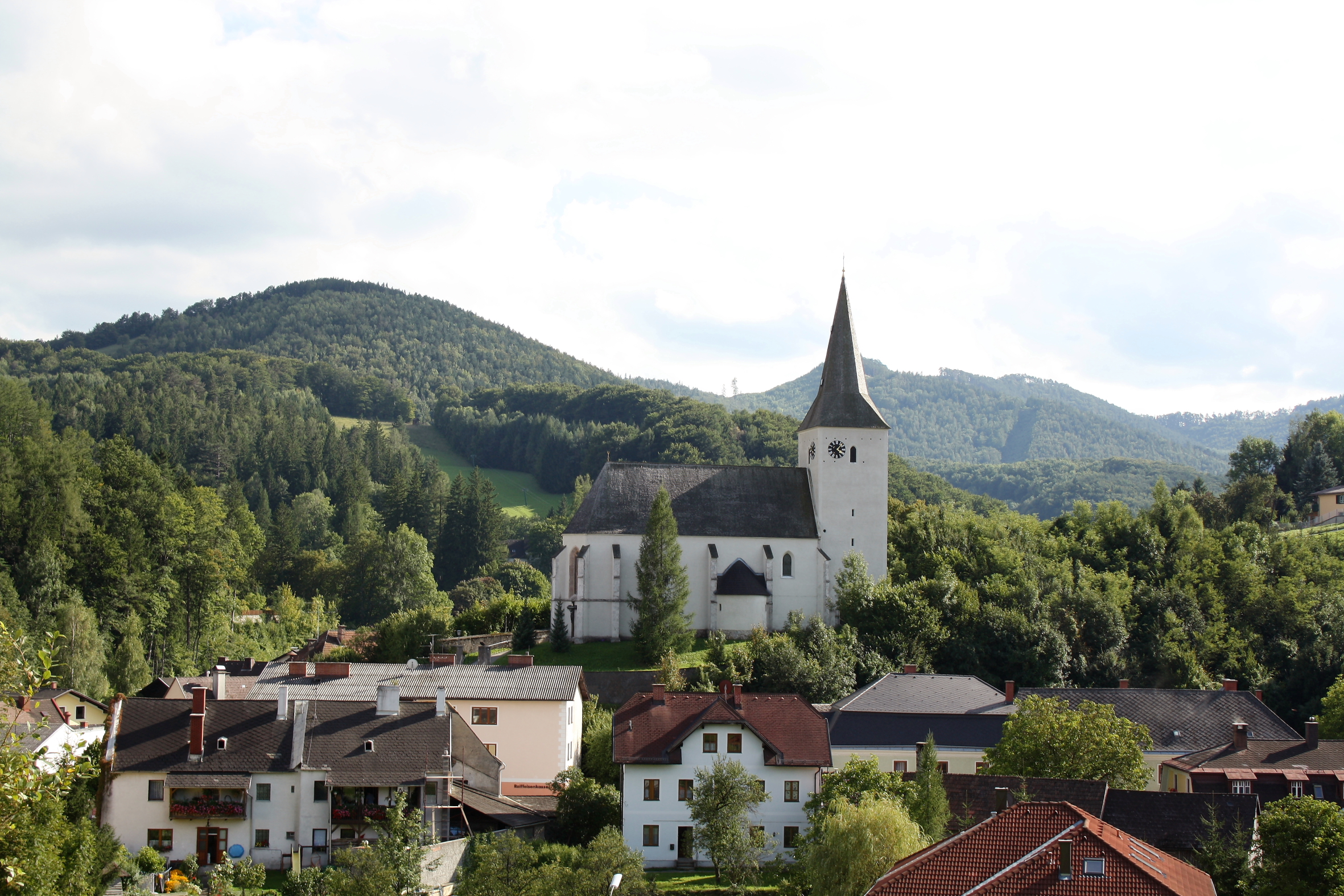
A Szt. Mihály-plébánitaemplom

Kaumberg a tartomány Mostviertel régiójában fekszik a Gutensteini-Alpok és a Bécsi-erdő között, a Kaumbergbach folyó mentén. Területének 63,5%-a erdő. Az önkormányzat 6 településrészt és falut egyesít: Höfnergraben (52 lakos 2019-ben), Kaumberg (639), Laabach (156), Obertriesting (82), Steinbachtal (32) és Untertriesting (83).
A környező önkormányzatok: délnyugatra Ramsau, nyugatra Hainfeld, északra Brand-Laaben, keletre Altenmarkt an der Triesting, délkeletre Furth an der Triesting.

## Története
Araburg várát a 12. században építtette a stájer herceg miniszteriálisa, Konrad von Arberg.
A várat és a hozzá tartozó Kaumberget a 15. században a Ruckendor nemzetség szerezte meg, később, a Pögl-Reiffenstein, a Jörger és más családoké lett. A 16. század közepén a Hoyosoktól vásárolta meg a lilienfeldi apátság.
Kaumberget Bécs 1529-es ostromakor a törökök elpusztították; a lakosok a várban találtak menedéket. A település 1580-ban mezővárosi jogokat kapott. Bécs második, 1683-as ostromakor a várat is ostrom alá vették és részben lerombolták.
Az elektromosságot 1928-ban vezették be a mezővárosba, az átadáson jelen volt Michael Hainisch államelnök is.
2005 májusában 3,5-ös erősségű földrengés rázta meg Kaumberget.

## Lakosság
A kaumbergi önkormányzat területén 2019 januárjában 1044 fő élt. A lakosságszám 2001 óta 1000-1050 között stagnál. 2017-ben a helybeliek 92,2%-a volt osztrák állampolgár; a külföldiek közül 1,8% a régi (2004 előtti), 4,6% az új EU-tagállamokból érkezett. 0,3% a volt Jugoszlávia (Szlovénia és Horvátország nélkül) vagy Törökország, 1,2% egyéb országok polgára volt. 2001-ben a lakosok 86,6%-a római katolikusnak, 1,7% evangélikusnak, 1,8% ortodoxnak, 7,3% pedig felekezeten kívülinek vallotta magát. Ugyanekkor 5 magyar élt a mezővárosban.
A népesség változása:

| 2016 | 1 027 |
| 2018 | 1 016 |

## Látnivalók
- Araburg várának romjai
- a gótikus Szt. Mihály-plébániatemplom
- a helytörténeti múzeum

## Fordítás
- Ez a szócikk részben vagy egészben  a   Kaumberg című német Wikipédia-szócikk ezen változatának fordításán alapul.  Az eredeti cikk szerkesztőit annak laptörténete sorolja fel. Ez a jelzés csupán a megfogalmazás eredetét és a szerzői jogokat jelzi, nem szolgál a cikkben szereplő információk forrásmegjelöléseként.